# Cornelius Cure
Cornelius Cure (fallecido en 1607) fue un escultor inglés de ascendencia neerlandesa, hijo del escultor, William Cure I.

## Vida y obra

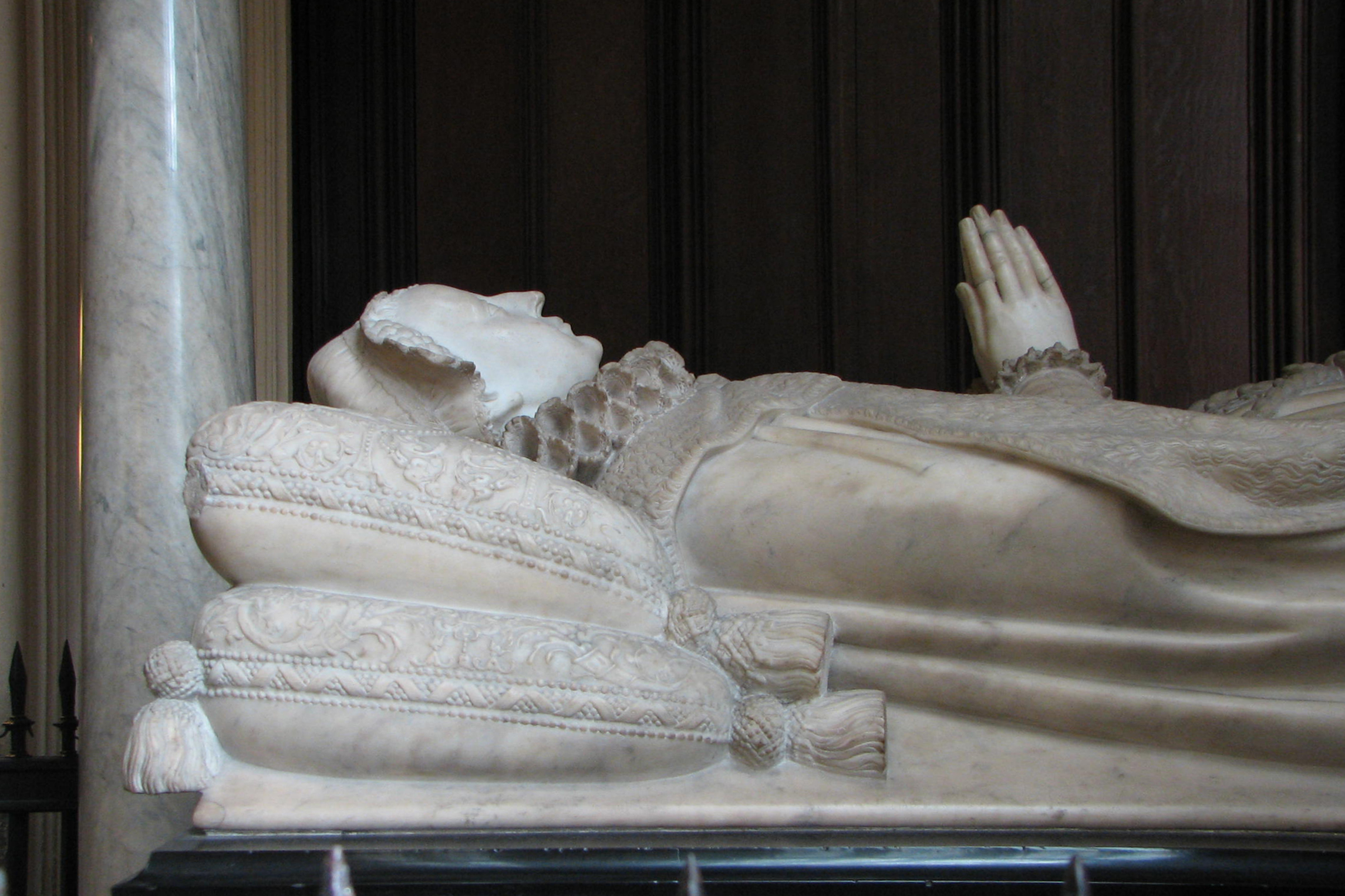
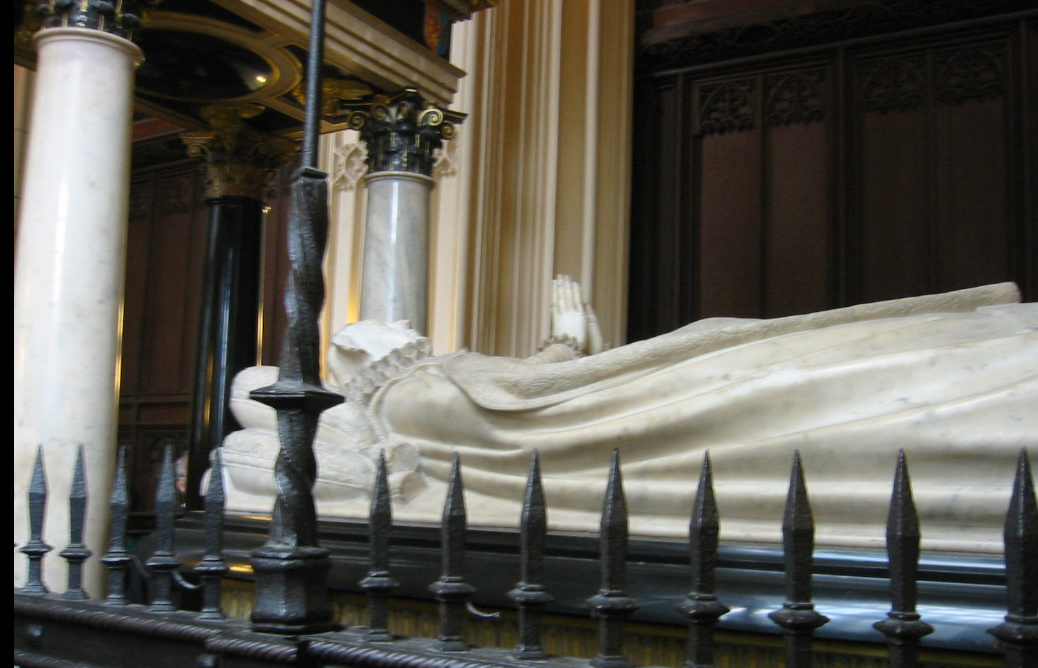
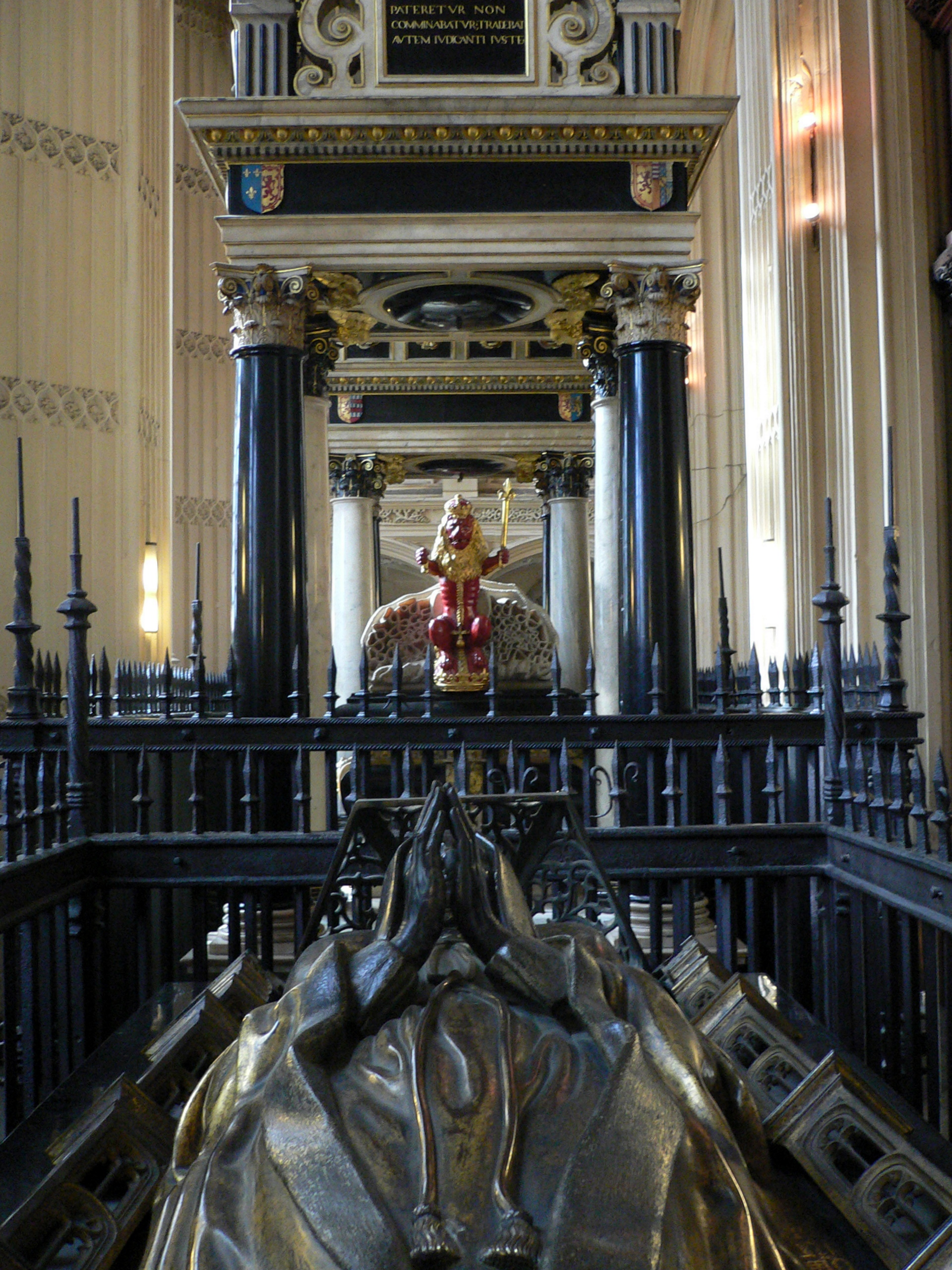

Cure vivió y trabajó en Southwark en el condado de Surrey (actual distrito de Londres). ocupó el puesto de Maestro escultor de la reina Isabel I y del rey Jacobo I, inicialmente junto a su padre. Fue un popular escultor de monumentos funerarios en iglesias, como el de los Sires Philip y Thomas Hoby (1556), y el de la viuda de Thomas , Elizabeth, Lady Russell, en Bisham , condado de Berkshire o el de Sir William Cordell en Long Melford condado de Suffolk. Es, de todos modos , conocido por el gran monumento a la reina María I de Escocia,en la Abadía de Westminster, que estaba sin terminar al morir el escultor, pero fue terminado por su hijo, William Cure II, al sucederle como Maestro Escultor Real.